# Мопрівська сільська рада
| Мопрівська сільська рада — орган місцевого самоврядування у Солонянському районі Дніпропетровської області з адміністративним центром у с. Мопрівське. Сільській раді підпорядковані населені пункти: - с. Мопрівське - с. Водяне - с. Григорівка - с. Суданівка - с. Товариський Труд - с. Тракторне |

## Склад ради
Рада складається з 14 депутатів та голови.

## Керівний склад сільської ради
| ПІБ                       | Основні відомості                                                         | Дата обрання | Дата звільнення |
| ------------------------- | ------------------------------------------------------------------------- | ------------ | --------------- |
| Цимбал Наталія Гаврилівна | Сільський голова, 1956 року народження, освіта, позапартійна              | 26.03.2006   | 31.10.2010      |
| Христан Андрій Миронович  | Сільський голова, 1961 року народження, освіта вища, член Партії регіонів | 31.10.2010   |                 |

Примітка: таблиця складена за даними джерела